# Be Easy (utwór)
Be Easy – singiel amerykańskiego rapera Ghostface Killah członka Wu-Tang Clan nagrany z gościnnym udziałem Trife da Goda, wydany 25 października 2005 roku nakładem wytwórni Def Jam.
Utwór został wyprodukowany przez Pete Rocka i znalazł się na piątym albumie artysty zatytułowanym Fishscale.

## Lista utworów
Opracowano na podstawie źródła.
Strona A
1. Be Easy (Radio)
2. Be Easy (LP)
3. Be Easy (Instrumental)

Strona B
1. Be Easy (Radio)
2. Be Easy (LP)
3. Be Easy (Instrumental)

## Użyte sample
- "Stay Away From Me" w wykonaniu The Sylvers.